# 메이이치

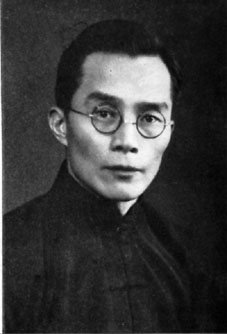

메이이치(梅貽琦, 1889년 12월 29일 ~ 1962년 5월19일)는 중화민국의 전 대학 교장 겸 교육가이다. 유미학무처를 통해서 미국에 유학하여 1914년 미국 우스터 폴리 테크닉 대학 전기공학과에서 학사 학위를 취득하고 중화민국에 돌아가, 1915년부터 중화민국 베이징 칭화 학교의 이학(理學) 교수, 교무처장 등을 지냈으며, 1931년 중화민국 국민정부에 의해서 베이핑의 국립 칭화 대학 교장에 임명되어, 1948년 중반까지 교장직에 재임하였다. 1948년 국공 전쟁 기간 중국 국민당에 의해서 중화민국 교육부 장관 취임 추천을 받고 교원들과 동문들을 모아서 시사만회(時事晩會)를 열고 장둥쑨에게 총장직을 맡기고자 했지만, 장이 거절했고, 메이이치는 국민정부의 국공 전쟁의 패배로 인하여 교육부 장관직에 오르지 못했다. 중화민국 국민정부가 제2차 국공내전에서 패하면서, 몇몇 교수들과 함께 타이완으로 떠났고, 1956년 장제스의 타이완 국민정부가 타이완 신주시에 설립한 국립 칭화 대학의 제1대 총장, 1958년에는 타이완 국민정부의 중화민국 교육부 장관에 취임하였다.